# Phespia gibbosa
Phespia gibbosa är en skalbaggsart som beskrevs av Magno 1992. Phespia gibbosa ingår i släktet Phespia och familjen långhorningar. Inga underarter finns listade i Catalogue of Life.